# بونيريس (باد كاليه)
بونيريس، باد كاليه (بالفرنسية: Bonnières, Pas-de-Calais)‏ هي بلدية تقع في إقليم باد كاليه من منطقة نور با دو كاليه في شمال فرنسا. تبلغ مساحة هذه المدينة 23.76 (كم²)، وترتفع عن سطح البحر 152 م، يبلغ عدد سكانها 636 نسمة حسب إحصاء المعهد الوطني للإحصاء والدراسات الاقتصادية سنة 2009 م. وترأس Jean-Luc Fay البلدية خلال فترة (2008-2014).